# Никонов, Сергей Андреевич
Серге́й Андре́евич Ни́конов (10 марта (26 февраля) 1864, Одесса — 9 января 1942, Ленинград) — российский и советский врач, профессиональный революционер, общественный  и государственный деятель. Член партии  «Народная воля» (с 1885 г.), соратник Александра Ульянова, участник подготовки покушения на императора Александра III; организатор «Боевой дружины эсеров» Крыма; организатор и участник третьего покушения на адмирала Г. П. Чухнина.
Городской комиссар (с 3 августа 1917 года городской голова) Севастополя при Временном правительстве России (1917 г.), избранный член Всероссийского учредительного собрания от Таврической губернии (1917 — 1918 гг.); министр народного просвещения, культуры и здравоохранения второго Крымского краевого правительства (1918—1919). Член Общества бывших политкаторжан и ссыльнопоселенцев (чл. билет № 311).

## Биография
Был потомственным дворянином Петербургской губернии. Родился в семье контр-адмирала российского императорского флота, в то время командира Карантинного порта Одессы, участника обороны Севастополя (1854—1855) Андрея Ивановича Никонова (1811 — 1891) и его жены Софии Николаевны ур. Кумани (1830 — 1889) — дочери генерала флота Николая Михайловича Кумани.
В связи с назначением отца председателем Военно-морского суда Черноморского флота в 1868 году четырёхлетним ребёнком был перевезён в Николаев, где получил начальное образование. С марта 1876 года в течение шести лет проживал в Севастополе, что было связано с переводом отца на должность Градоначальника Севастополя и командующего приморской обороной, береговыми батареями и минными заграждениями, а также всеми судами и войсками.
В Крыму Сергей Никонов учился в Симферопольской мужской казённой гимназии. Её окончание совпало с переводом отца в столицу, поскольку в 1882 году вице-адмирал Никонов был назначен состоять членом главного морского суда Российской империи.

### Начало революционной деятельности. Первая ссылка

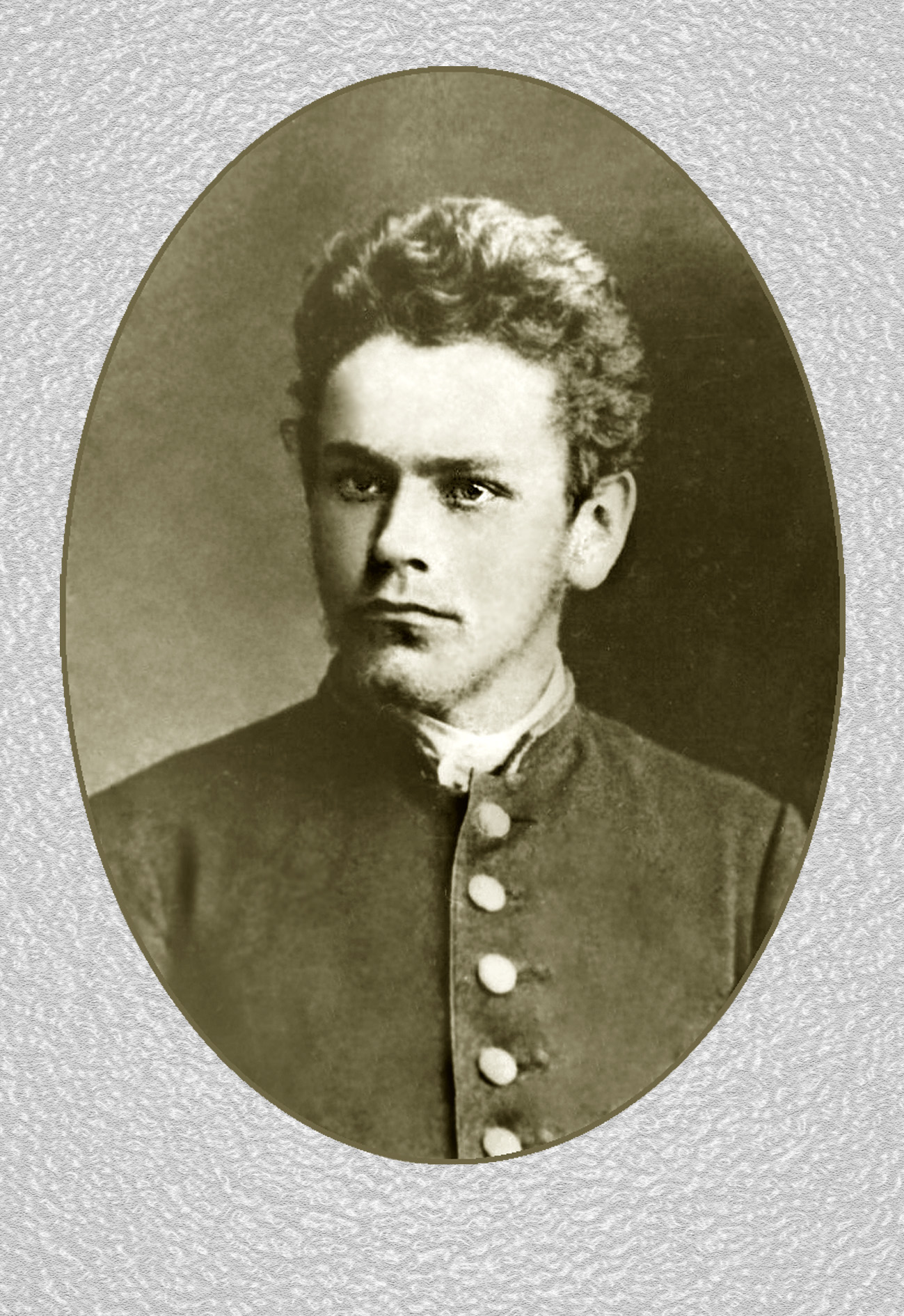
С. А. Никонов в годы учёбы в университете

С переездом в Санкт-Петербург в том же году С. А. Никонов поступил на математическое отделение физико-математического факультета Петербургского университета. По-своему восприняв либеральные взгляды отца, оказавшегося, по мнению историка Сергея Гаврилова, тем человеком, который «...путём гуманизации судопроизводства в Николаевском военно-морском суде продвинул реформы всего военного правосудия», в университете Сергей Никонов занялся активной политической деятельностью. Очевидно, большое влияние на него оказало знакомство с известным публицистом-народником А. Н. Энгельгардтом. Это произошло летом 1883 года, когда Сергей Андреевич 4 месяца жил и работал на хуторе Буково в сельскохозяйственной колонии своего дяди М. Д. Шишмарёва, находившейся в 2-х километрах от имения А. Н. Энгельгардта Батищево. В те же годы С. А. Никонов познакомился с известным теоретиком народничества Николаем Константиновичем Михайловским, «радикалами-нигилистами» Николаем Ильичом Емельяновым и Василием Львовичем Перовским — братом Софии Перовской. Ещё ранее, в 1882 году, С. А. Никонов стал членом студенческого кружка «Саморазвитие», а затем вместе с братом Алексеем принял участие в деятельности «Экономического кружка» А. В. Гизетти, где студенты знакомились с трудами Чернышевского, Маркса, Лассаля.
В 1885 году, решив стать врачом, он перевёлся в Императорскую Военно-медицинскую академию, но связи с университетом не потерял. Осенью 1885 года С. А. Никонов был принят в члены партии «Народная воля». В рамках Петербургского военно-революционного кружка он начал просветительскую работу с юнкерами Павловского военного училища, а весной 1886 года установил связи с кружком гардемаринов Морского кадетского училища. Для чтения запрещённой литературы члены военно-революционного кружка систематически собирались на квартире Сергея Никонова, причём он сам разъяснял им основы социализма и социального движения, знакомил с программой «Народной Воли». Одновременно С. А. Никонов вел работу в кружках студентов, учащихся средних учебных заведений и рабочих. В 1886 году, вместе с И. Д. Лукашевичем, О. М. Говорухиным, М. В. Новорусским и старшим братом будущего «вождя мирового пролетариата» студентом университета А. И. Ульяновым, он вошёл в состав главного органа Союза землячеств — Совета объединённых землячеств. В этом качестве 17 ноября 1886 года С. А. Никонов оказался среди главных организаторов запрещённой политической демонстрации у Литераторских мостков Волковского кладбища по поводу 25-летия со дня смерти Н. А. Добролюбова.
Осенью того же года С. А. Никонов был приглашён во воссоздаваемую после разгрома рабочую группу «Народной Воли», однако вместо этого в конце 1886 года, специально для подготовки покушения на жизнь императора Александра III, вместе с Александром Ульяновым он организовал её «Террористическую фракцию». В организацию вошли его товарищи по физико-математическому факультету. Оно планировалось на 1 марта 1887 года — тот самый день, когда шестью годами ранее народовольцами был убит его отец император Александр II. С. А. Никонову не удалось довести дело до конца. 29 января вместе с М. А. Брагинским и Н. Н. Шелгуновым и ещё шестнадцатью участниками Сергей Никонов был арестован по прошлому делу Петербургского военно-революционного кружка. С этого времени соруководителем А. И. Ульянова в подготовке цареубийства стал Пётр Шевырёв. Хотя в ходе дознания и были получены агентурные сведения о том, что С. А. Никонов должен был принять участие в покушении на императора, этот арест, вероятно, спас ему жизнь.
В Дом предварительного заключения Сергей Андреевич заболел тяжёлым выпотным плевритом. После одиннадцатимесячного заключения он был выпущен под поручительство отца — в то время члена главного морского суда, – с обязательством в порядке административной ссылки выехать на 4 года в Восточную Сибирь под надзор полиции. Высочайшее повеление было подписано 27 сентября 1887 года. Удовлетворяя просьбу отца, конкретным местом высылки был определён Минусинск Красноярского края. По болезни отправка была отсрочена на несколько месяцев. При этом  С. А. Никонову было разрешено обвенчаться в тюремной церкви с Ниной Васильевной Москопуло, с которой ему предстояло ехать в Сибирь.
Прибыв в Минусинск 5 июня 1888 года, Сергей Андреевич вскоре получил разрешение подготовиться в местном госпитале к экзаменам на звание фельдшера. В ноябре того же года он перевёлся в Красноярск, где в городской больнице продолжил профессиональную подготовку и вскоре сдал фельдшерские экзамены. Вернувшись в Минусинск в 1889 году, С. А. Никонов получил право на частную практику. В сибирской ссылке Сергей Андреевич ни на минуту не отходил от политической деятельности. Известен факт, что в 1889 году вместе с народовольцем Н. С. Тютчевым он замышлял террористический акт в отношении генерал-губернатора Приамурья А. Н. Корфа и вице-губернатора Якутии П. П. Осташкина, которых считали повинными в «Якутская бойне» политических ссыльных.
По истечении всего срока, 27 сентября 1891 года, семейству Никоновых (в Минусинске родился их старший сын) было разрешено выехать в Симферополь. Вскоре, из-за вскрывшейся переписки с саратовским народовольцем Павлом Александровичем Аргуновым, за супругами было учреждено негласное наблюдение, а их корреспонденция подвергалась обязательному досмотру. Мечтая продолжить медицинское образование, Сергей Андреевич подал прошение на выезд в Европу. Имея в паспорте отметку о неблагонадёжности, он не мог надеяться на восстановление в Военно-медицинской академии или поступление в другое российское высшее учебное заведение и рассчитывал лишь на заграничные университеты.
В 1892 году разрешение было получено и отправив жену с сыном в Петербург, сам выехал во Францию. В Париже С. А. Никонов поступил на медицинский факультет Сорбонны. Оставаясь на позициях народничества, в эти годы он вынуждено отошёл от профессиональной революционной деятельности, но не утратил связи со своими единомышленниками. Почти сразу он примкнул к группе эмигрантов-народовольцев, сблизился с находящимся здесь известным революционером, публицистом и философом П. Л. Лавровым, а во второй половине 1893 года был выбран председателем «Общества русских студентов» в Париже. Активная общественно-политическая деятельность не помещала С. А. Никонову получить глубокое медицинское образование. Своё будущее он  связывал с хирургией и в Сорбонне с воодушевлением слушал лекции профессора хирургии и анатомии Луиса Фарабефа, но затем примкнул к школе известного французского невролога, профессора Пьера Мари, под руководством которого в госпитале Бисетр выполнил своё диссертационное исследование. Оно было посвящено изучению редкого заболевания — врождённой миотонии Томсена. В 1897 году после блестящей защиты диссертации и получения звания доктора медицины, Сергей Андреевич вернулся на родину.

### От народовольца до убеждённого социалиста-революционера
В соответствии с существовавшим в России порядком, для подтверждения права на врачебную деятельность С. А. Никонов должен был сдать экзамены. Как не вполне благонадёжному, ему с трудом разрешили осуществить это в одном из провинциальных университетов. Пришлось ехать в Казань, где удалось пройти инаугурационную аттестацию на звание лекаря и получил право на медицинскую практику (по причине, о которой можно лишь догадываться, звание доктора медицины ему не подтвердили). Он поселился в знакомом с детства Севастополе, где был принят на должность младшего врача городской больницы (которую возглавил в 1902 году) и одновременно, с удвоенной энергией окунулся в революционную деятельность. Его возвращение в Россию совпало с объединением разрозненных народнических кружков в новую партию социалистов-революционеров (эсеров). В 1902 году Сергей Андреевич оказался среди основателей и руководителей Севастопольского комитета нарождающейся партии. Пожалуй, одним из главных центров движения эсеров в Севастополе в то время оказалась возглавляемая С. А. Никоновым больница. Среди членов местной партийной организации была административно-ссыльная курсистка Е. А. Бибергаль, известный в будущем писатель Александр Грин. Нелегальная политическая активность С. А. Никонова в этот период не осталась незамеченной властями, поскольку его «вредное» влияние проникало в среду рабочих порта и начинало сказываться среди нижних чинов флота. В ввиду этого градоначальник, контр-адмирал А. М. Спицкий, вполне лояльно относившийся к С. А. Никонову, известил его о скорой высылки из Севастополя.
В конце декабря 1903 года Сергей Андреевич был арестован и 4 января 1904 года и по личному распоряжению министра внутренних дел В. К. Плеве отправлен сначала в центральную пересыльную тюрьму Москвы, откуда этапом в Архангельск. Эта ссылка продлилась всего несколько месяцев, в её ходе он также помог с побегом в Швейцарию Е. А. Бибергаль. Согласно манифесту от 11 августа 1904 года, выпущенному по случаю крещения наследника, С. А. Никонов был освобожден от гласного надзора и ограничений в месте жительства. Почти сразу, по призыву князя Г. Е. Львова в составе земского врачебно-продовольственного отряда он отправился на Русско-японскую войну. Сначала Сергей Андреевич лечил раненых в одном из общеземских госпиталей Харбина, а затем был командирован в Мукден, где стал свидетелем кровопролитного Мукденского сражения и занятия города противником. В конце весны 1905 года, после окончания работы на Дальнем Востоке С. А. Никонов проездом оказался в Иркутске, где встречался с проживавшим здесь на поселении одним из идеологов партии эсеров Г. М. Фриденсоном. От него, кстати, в Нижний Новгород для А. Ю. Фейта он перевёз 1,5 пуда динамита.
С. А. Никонов вернулся на Чёрное море 15 июня 1905 года — в те самые дни, когда здесь развивалась драма, связанная с восстанием на броненосце «Потёмкин». В Одессе он оказался в самом эпицентре событий, хотя сам в них никакого участия не принимал. Приехав сразу после подавления восстания в Севастополь, по распоряжению командующего флотом вице-адмирала Г. П. Чухнина Сергей Андреевич был немедленно выслан из города. Он осел в Симферополе, где успел принять участие в основании симферопольской организации эсеров, получившей название «Таврического союза партии социалистов-революционеров». Вернуться в Севастополь С. А. Никонову помог Манифест 17 октября 1905 года.
Это произошло несколькими днями позже, а тогда на следующий день после опубликования царского Манифеста он оказался участником стихийного митинга в Симферополе, который был разогнан черносотенцами и полицией и закончился кровавым еврейским погромом, в ходе которого погибло 43 человека. В условиях бездействия полиции Сергей Андреевич оказался среди тех немногих, кто пытался противостоять разгулявшейся толпе. В этот же день в Севастополе от городского комитета партии социалистов-революционеров заочно С. А. Никонов был избран в «Совет народных депутатов». Одновременно на общегородском митинге было принято единодушное решение обязать власть вернуть его в севастопольскую больницу. Теперь Сергей Андреевич стал играть видную роль в городе. Его считали «душой революционного движения». Вместе с однопартийцами он вёл пропаганду среди портовых рабочих, в военных частях и на флоте, распространял нелегальную литературу, выступал на многочисленных митингах. Большое внимание он уделял работе в «Совете народных депутатов». Помятуя недавние кровавые события в Симферополе «Совет поставил себе целью организацию защиты от погромов и дальнейшую борьбу за легализацию революционной пропаганды в массе» . Тем не менее, по утверждению самого С. А. Никонова, несмотря на активную агитационную деятельность осенью 1905 года, популярные среди гражданского населения города эсеры практически не имели влияния на революционные настроения на Черноморском флоте. Умами матросов владел «…хорошо организованный и влиятельный комитет социал-демократов», хотя и для него всколыхнувшее Россию восстание на крейсере «Очаков» стало неожиданностью.
После расстрела «Очакова», ареста, суда и казни лейтенанта Петра Шмидта партия социалистов-революционеров взяла курс на организацию политического террора. По инициативе и при самом активном участии С. А. Никонова в Севастополе была создана «Боевая террористическая дружины эсеров». Одними из первых дел группы стали неудавшиеся покушения на командующего Черноморским флотом адмирала Г. П. Чухнина (21 января 1906 года, ещё до суда над П. П. Шмидтом, эсерка Е. А. Измайлович ценой собственной жизни сумела его лишь ранить) и коменданта Севастопольской крепости генерал-лейтенанта В. С. Неплюева (12 мая 1906 года бомба, брошенная Н. Макаровым не разорвалась, а второй террорист Фролов погиб от преждевременного взрыва свой бомбы). Обоим им эсеры сначала вынесли смертные приговоры за расстрел крейсера «Очаков».
Из-за несогласованности действий ЦК партии эсеров и Севастопольского комитета, которые не знали о планах друг друга, при покушении на генерала В. С. Неплюева был случайно арестован прибывший из Петербурга с целью нового покушения на адмирала Г. П. Чухнина «террорист номер один» Борис Савинков. При непосредственном участии С. А. Никонова в июле 1906 года был организован дерзкий побег Б. Савинкова из под стражи, а ещё через несколько дней он был тайно переправлен в Румынию на арендованном Сергеем Андреевичем на биологической станции у будущего академика С. А. Зернова боте «Александр Ковалевский». Осуществили эту рискованную операцию вместе с помощником двое его племянников: отставной лейтенант флота Борис Николаевич Никитенко и студент, эсер Михаил Михайлович Шишмарёв.
Почти одновременно с мероприятиями по эвакуации Б. Савинкова в Румынию С. А. Никонов разработал детальный план очередного покушения на адмирала Г. П. Чухнина. В соответствии с ним, 28 июня на собственной даче «Голландия» адмирал был смертельно ранен матросом-садовником (эсером) Фёдором Акимовым. В тот день Сергей Андреевич обеспечивал отход боевика и помог ему скрыться. Впоследствии, в Крыму «Боевой дружиной эсеров» были осуществлены ещё несколько громких покушений в том числе на двух полицейских чинов, главноначальствующего Ялты И. Д. Думбадзе (остался жив) и его брата полковника артиллерии Думбадзе (остался жив), участвовавшего в подавлении Севастопольского восстания, второе (вновь неудачное) покушение на генерала В. С. Неплюева. Кроме того, как вспоминал сам С. А. Никонов: «Было перебито не менее 20-30 разных сыщиков, шпионов, провокаторов и несколько мелких полицейских чинов, околоточных и прочих». Одним из последних дел дружины, осуществлённых уже после ареста С. А. Никонова, стала организация 15 июня 1907 года дерзкого побега из тюрьмы (путём подрыва стены) двадцати одного заключённых социалистов-революционеров. Сам Сергей Андреевич не оказался среди освобождённых, поскольку несколькими днями ранее был переведён из тюрьмы на гарнизонную гауптвахту.

### Архангельская ссылка. Деятельность в канун падения самодержавия
Вдвоем со старшим сыном Андреем С. А. Никонов был арестован 15 апреля 1907 года у себя на даче в районе станции Бельбек (северная сторона Севастополя). Сына через месяц освободили, а Сергею Андреевичу решением главного командира Черноморского флота контр-адмиралом Р. Н. Виреном была назначена ссылка на 3 года в Архангельскую губернию.
По проходному свидетельству вместе с женой, тёщей и тремя детьми он выехал на север 11 июля 1907 года. Весь путь до Архангельска с заездом в Шенкурск, где на время осталась семья, занял около месяца.
Среди ссыльных Сергей Андреевич пользовался заслуженным авторитетом. Известная революционерка Паулина Шавердо вспоминала:
…Вообще по части арестов, обысков, тюрем и ссылок у них был большой стаж. Никоновы были революционерами. Всецело преданными делу революции, притом строго принципиальными людьми и дисциплинированными работниками. Неудивительно, что в Архангельске они стояли в центре организации ссыльных.

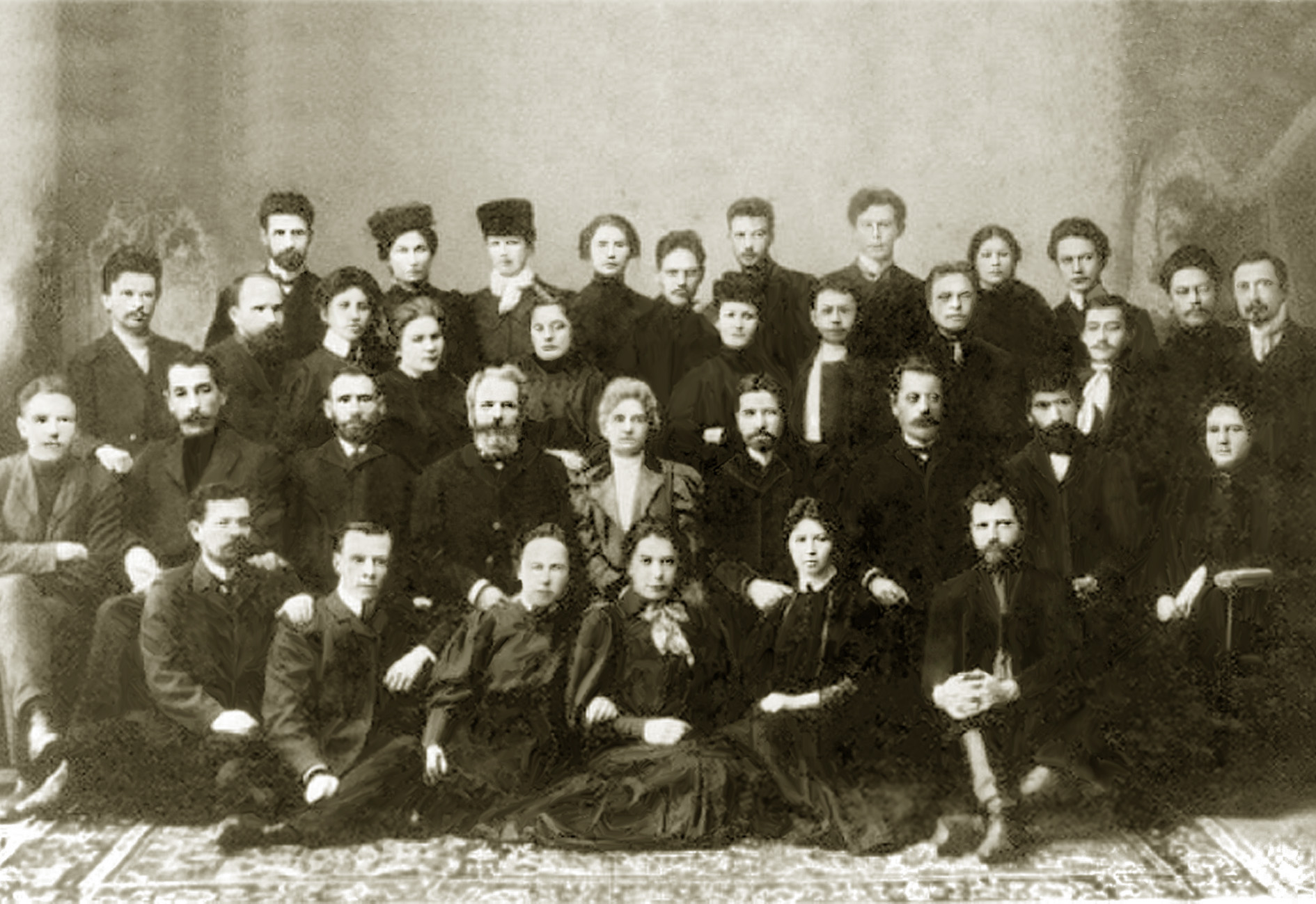
Группа политических ссыльных в Архангельске. 2-й ряд: 4-й слева - С. А. Никонов, 5-я - П. Н. Шавердо; 3-й ряд: 7-й слева - М. Н. Иванов. 1909 г. Архив М. Н. Иванова.

Эти строки перекликаются с мнением Жандармского управления, согласно материалам которого, С. А. Никонов учредил нелегальный «Архангельский комитет красного креста» специально для помощи политссыльным:
…Врач Никонов, благодаря своей большой практике в городе и связям, кроме материальной помощи оказывал и нравственное воздействие, ходатайствуя за политических ссыльных… Главным же образом помощь ссыльным при посредстве открытого Никоновыми в Архангельске убежища в квартире вдовы чиновника Тыриной, в которую допускались лишь лица, предъявлявшие списки, выданные Никоновым или его женой…
 Даже собственная квартира Никоновых была превращена в подобие общежития и вскоре была прозвана «Никоновской этапкой». Постепенно такое её название укрепилось и в официальных документах.
В архангельской ссылке, где его хорошо помнили как высококвалифицированного специалиста, С. А. Никонов не прекращал врачебной практики и фактически принял руководство городской больницей на себя. Прежде всего он пользовался репутацией искусного врача-хирурга и гинеколога. В эти годы Сергей Андреевич запомнился первыми в регионе операциями по экстирпации матки и удалению почки (нефрэктомия). По его собственным подсчётам за три с небольшим года он выполнил более шестисот разнообразных операций. Уже в 1907 году архангельские врачи избирали С. А. Никонова в руководящий состав Архангельского физико-медицинского общества (Общества архангельских врачей). В 1910 году, вскоре после того, как с него был снят гласный надзор, по персональному приглашению лейб-акушера Дмитрия Оскаровича Отта С. А. Никонов представлял Архангельск на V Международном съезде акушеров и гинекологов, проходившем в Петербурге, в Императорском клиническом повивальном институте. О профессиональном уровне С. А. Никонова красноречиво говорят названия несколько сохранившихся его научных публикаций.
После окончания ссылки С. А. Никонов собирался задержаться в Архангельске, но против него было заведено новое дело. По совету губернатора Ивана Васильевича Сосновского он решил перебраться к брату в Саратов. В это время Сергей Андреевич резко сократил свои контакты с центральным аппаратом партии эсеров, считая его повинным в том, что в партии долгое время безнаказанно действовал провокатор Е. Ф. Азеф и, главное, в том, что после разоблачения ему предоставили возможность скрыться. В мае 1911 года, так и не найдя себе достойного места в Саратове С. А. Никонов выехал в Оренбург, где к этому времени заочно был утверждён в должности хирурга городской больницы.
Оставаясь на позициях социалистов-революционеров, в Оренбурге до самой Февральской революции Сергей Андреевич почти полностью отошёл от революционной деятельности. Во многом это было связано и с тем, что здесь почти не оказалось его единомышленников. Он целиком сконцентрировался на работе в Александровской городской больнице, где очень быстро завоевал авторитет специалиста самого высокого класса. В 1913 году пришло известие, что Севастопольским обществом врачей, наряду с И. И. Мечниковым и Ф. Ф. Эрисманом С. А. Никонов был избран почётным его членом. В мае того же года в Петербурге он представлял Оренбург на XII Пироговского съезда хирургов. К 1916 году после нескольких мобилизаций врачей на фронты Первой мировой войны Сергей Андреевич, которому уже перевалило за 50 лет, достаточно длительное время оставался единственным хирургом в городе.

### После Февральской революции
В самый разгар Февральской революции, 30 марта 1917 года С. А. Никонов получил известие из Севастополя, что комитет партии эсеров собирается ходатайствовать перед министром внутренних дел Временного правительства князем Г. Е. Львовым о назначении его городским комиссаром. Сергей Андреевич принял предложение и занимал эту должность до передачи власти в июле того же года Городской Думе, в состав которого он также был избран от партии эсеров. В Думе эсеры имели абсолютное большинство, поэтому её решением от 4 августа 1917 года С. А. Никонова назначили городским головой. Он им оставался до середины февраля 1918 года, когда власть в городе окончательно перешла большевистскому Городскому совету. В Думе С. А. Никонов, к тому же, заведовал медико-санитарным отделом и за весьма короткое время сумел осуществить подлинную реформу в городском здравоохранении.
Его деятельность в составе комитета партии социалистов-революционеров в это время заключалась в активной межпартийной борьбе за умы граждан города и солдат и матросов. В мае 1917 года при участии Сергея Андреевича была организована партийная газета эсеров «Революционный Севастополь» (переименованная в ноябре 1917 года в «Вольный Юг») на страницах которой он регулярно выступал. 28 октября 1917 года он оказался одним из тех, кто пророчески предупреждал читателей о грозящем красном терроре. Долгое время в Севастополе эсеры занимали лидирующие позиции. В сентябре 1917 года С. А. Никонов стал участником Всероссийского демократического совещания проходившего в Петрограде и созванного Временным правительством для спасения положения, но лишь окончательно убедившее большевиков в необходимости взятия власти в свои руки. После победы Октябрьской революции в Петрограде, популярность эсеров стала стремительно падать и в Севастополе.
В ноябре 1917 года партия социалистов-революционеров и Совет крестьянских депутатов выдвинули С. А. Никонова в состав Всероссийского учредительного собрания от Таврической губернии. 5 (18) января 1918 в Таврическом дворце в Петрограде он принял участие в единственном его заседании. После разгона Собрания и перехода партии эсеров на нелегальное положение Сергей Андреевич в марте 1918 года вновь оказался в Севастополе.
Не собираясь более заниматься политикой, С. А. Никонов возвратился к работе в своей больнице, однако уже 13 мая 1918 года, когда накануне немецкой оккупации Крыма большевики спешно покинули город, была реставрирована Городская Дума и Сергей Андреевич вновь оказался городской головой. Он занимал эту должность до момента создания подконтрольного немцам первого Крымского краевого правительства во главе с М. А. Сулькевичем.
С уходом из Крыма немцев и приходом сюда белых и союзного флота Антанты, 15 ноября 1918 года было сформировано второе Крымское краевое правительство под управлением С. С. Крыма. В этом правительстве С. А. Никонов занял пост министра народного просвещения, культуры и здравоохранения. К середине апреля 1919 года при подходе к Севастополю Красной армии краевое правительство прекратило своё существование.  Опасаясь репрессий, его члены с семьями на пароходе «Надежда» направились в Константинополь и далее в Грецию. Вместе с остальными оказалась здесь и семья А. И. Никонова.
Эта вынужденная эмиграция продлилась всего несколько месяцев, и после того, как Крым был занят армией Деникина, в сентябре 1919 года, Сергею Андреевичу удалось вернуться в Севастополь. Он вновь оказался в своей больнице, и оставался в ней после окончательного установления в Крыму советской власти. Несмотря на своеобразную «охранную грамоту» подписанную бывшим эсером, а с 1917 года членом ВКП(б), начальником  оперативного отдела Особого отдела ВЧК В. И. Пляттом и выданную ему 25 ноября 1920 года, Сергей Андреевич неоднократно арестовывался. Несколько раз он возвращался на свободу благодаря заступничеству Анны Ильиничны Ульяновой (Елизаровой).
В сентябре 1925 года С. А. Никонов был выслан из Крыма с запретом на три года проживания в крупных столичных городах и приграничных областях. Вместе с женой он поселился в Загорске, где возглавил хирургическое отделение местной больницы. С 1927 года он три года проживал у сына в Петриковке под Днепропетровском, затем в 1930 году смог вернуться в Севастополь.
В 1940 году по настоянию младшего сына Сергей Андреевич переехал в Ленинград, где поселился по адресу: Кировский пр., д. 53/22. Здесь он и скончался 9 января 1942 года, не пережив первой блокадной зимы. До последнего дня жизни он работал хирургом в одном из военных госпиталей. Похоронен С. А. Никонов в братской (по другим сведениям — в собственной) могиле на Серафимовском кладбище.

## Семья
- жена: Нина Васильевна Никонова (ур. Москопуло) (1867 — 1942) — член партии социалистов-революционеров, выпускница Бестужевских высших женских курсов, ближайший соратник своего мужа, сопровождавшая его во всех ссылках, начиная с Минусинска;
  - сын: Андрей Сергеевич (1888, Минусинск — 1971, Орёл) — врач-хирург, ортопед; 
    - внучка Нина Андреевна Фёдорова (ур. Никонова) (1911, Житомир — 1992, Саратов) — геолог, геофизик;

  - сын: Борис Сергеевич (1906, Севастополь — 1961, Ленинград) — инженер-геолог;
  - дочь: Мария Сергеевна (1895 — 1915, Оренбург) — певица;
- брат: Алексей Андреевич Никонов (23.01.1866, Севастополь — 29.11.1924, Москва) — присяжный поверенный, революционный и земский деятель в Саратове, член партии кадетов, масон[35].
- двоюродная сестра: Мария Дмитриевна Соколова (ур. Никонова) (1866, Николаев  — после 1928, Ленинград) — слушательница высших женских курсов, член партии "Народная воля". Была арестована 9 апреля 1884 года. По высочайшему повелению от 22 января 1886 года после непродолжительного тюремного заключения была подчинена гласному надзору полиции на 3 года в Николаеве, по месту службы отца[36]. После революции - сотрудница аппарата ЦИК СССР.
- племянник: Михаил Михайлович Шишмарёв (1883, Двинск — 1962, Москва) — член партии социалистов-революционеров, позже авиаконструктор, генерал-майор авиации;
- племянник: Борис Николаевич Никитенко (20.08.1885, Севастополь — 21.08.1907, Лисий Нос, СПб) — один из руководителей террористической группы партии социалистов-революционеров, казненный за подготовку покушения на императора Николая II.

## Отдельные труды
- Никонов С. А. Мои воспоминания (из революционной борьбы и культурно-общественной деятельности) / рукопись. — 1925. — (Личный архив Е. Е. Фёдорова; ГААРК, фонд 849; архив Феодосии).
- Никонов С. А. Жизнь студенчества и революционная борьба 80-х годов. Александр Ильич Ульянов и дело 1-го марта 1887 г. / Сост. А. И. Ульянова-Елизарова. — М.; Л., 1927. — С. 135-481.
- Никонов С. А. Борис Николаевич Никитенко. — Каторга и ссылка: Историко-революционный вестник / под общей редакцией Владимира Виленского (Сибирякова). — М., 1927. — Т. 31 (№ 2). — С. 212-246.
- Никонов С. А. Как произошло первое покушение на адм. Чухнина. — Каторга и ссылка: Историко-революционный вестник / под общей редакцией Владимира Виленского (Сибирякова). — М., 1928. — Т. 43 (№ 6). — С. 79-85.
- Никонов С. А. Несколько встреч с А. Ю. Фейтом. — Каторга и ссылка: Историко-революционный вестник / под общей редакцией Владимира Виленского (Сибирякова). — М., 1927. — Т. 34 (№ 5). — С. 185-188.

### Некоторые научные работы по медицине
- Никонов С. А. Случай прободающего воспаления червеобразного отростка с обильным кровоизлиянием в брюшную полость / Соч. С. А. Никонова; Из Севастопольск. гор. больницы. — СПб.: тип. Я. Трей, 1904. — 4 с.
- Никонов С. А. О лечении выкидыша / Соч. С. А. Никонова; Из Севастопольск. гор. больницы. — СПб.: тип. Человеколюбив. о-ва, 1905. — 57 с.
- Никонов С. А. Диагностическая ошибка при трубной беременности с двукратным оперативным вмешательством. — СПб.: тип. Дома призрения малолет. бедных, 1902. — 10 с.
- Никонов С. А. Случай ущемления подвздошной кишки тяжем после овариотомии / Соч. С. А. Никонова; Из Севастопольск. гор. больницы. — М.: тип. т-ва скоропеч. А. А. Левенсон, 1904. — 5 с.
- Никонов С. А. Некоторые итоги хирургической деятельности лечебницы общества за 3 года / Доклад, прочитанный на заседании Архангельского физико-медицинского общества 23 октября 1910 г..

## Наследие
В течение десятилетия, вплоть до начала 30-х годов XX века  С. А. Никонов работал над своими воспоминаниями. 1415 страниц машинописного текста в шести томах составляющие три части.
Труд С. А. Никонова существует всего в нескольких экземплярах, которые хранятся как в семейных архивах, так и в Государственном архиве в Автономной Республике Крым (ГААРК, фонд 849), архиве Феодосии, Российском государственном архиве литературы и искусства (РГАЛИ).
Воспоминания содержат уникальный материал о ключевых исторических событиях, свидетелем или активным творцом которых волею судьбы пришлось оказаться автору. Воспоминаниями охвачен более чем пятидесятилетний период с 1884 года по 1925 гг. В книге представлены десятки метких характеристик, кратких биографических справок, а в ряде случаев достаточно полных жизнеописаний участников тех событий. Некоторое представление о «Воспоминаниях» С. А. Никонова можно получить из содержания книги, которая планируется к публикации.
Никонов С. А. Мои воспоминания. Из революционной борьбы и культурно-общественной деятельности

Содержание:

Часть I Книга 1

Гл. 1. Предисловие. Семья – детство – гимназия.
				
Гл. 2. Университет. «Поляковская история». А.Я. Энгельгардт и Буковская колония.

Гл. 3. Первые кружки и первые шаги в революции. Военные кружки.

Гл. 4. Экономический кружок. Союз землячеств. А.И. Ульянов и дело I марта 1887 года.

Гл. 5. Дом предварительного заключения. На поруках. В Сибирь (1887-88 гг.)

Гл. 6. Сибирская ссылка в 1888-91 гг. (Минусинск – Красноярск).

Часть I Книга 2

Гл. 7. Возвращение из ссылки. Попытка заняться литературой. Отъезд за границу.

Гл. 8. Париж. Русские студенческие общества. Савицкий и дело Гальдесмана. Медицинский факультет. Э. Реклю, И.И. Мечников и другие.

Гл. 9. Пётр Лаврович Лавров, русская эмиграция в Париже в I892-97 гг.

Гл. 10. Возвращение в Россию. Севастопольская городская больница. Культурные организации и предприятия. Севастопольские помпадуры.

Гл. 11. Начало новой революционной волны. Образование группы социалистов-революционеров в Севастополе. Разгром больницы. Мой арест и высылка.

Гл. 12. Архангельская ссылка в 1904 г.

Гл. 13. На Дальний Восток. Земские организации и Харбинский общезем-ский госпиталь. С грузом домой.

Часть II Книга 3

Гл. I. «Потемкин» в Одессе. Моя высылка из Севастополя и переписка с адмиралом Чухниным.

Гл. 2. Образование ядра партии с.-р. в Крыму. Октябрьские дни и еврейский погром в Симферополе. Снова в Севастополе.

Гл. 3. Восстание флота. Разгром «Очакова» и подавление восстания.

Гл. 4. Работа в Ялте и арест членов Ялтинской организации. Севастополь-ский Комитет и Таврический Союз П.С.-Р.

Гл. 5. Покушение на адмирала Чухнина (Е.А. Измайлович). Неудачное покушение на генерала Неплюева. Арест Б. Савинкова с товарищами, освобождение его и вывоз в Румынию, Моя поездка в Ц.К.

Гл. 6. Убийство адм. Чухнина. Убийство начальника охранного отделения. Новые охранники Соркин и полковник Уранов.
 Освобождение Арефьева. Убийство подполковника Рагольта.

Гл. 7. Покушение на генерала Думбадзе. Второе покушение на Неплюева. Другие террористические акты. Обезоружение миноносца и форта литера А. Экспроприации. Попытки восстания.

Часть II Книга 4

Гл. 8. Типография и издательство. Пропаганда. Рабочие и военные организации. Паспортное бюро. Провокация и провокаторы. Финансы комитета.

Гл. 9. Союз русского народа в Севастополе и в Симферополе. Выборы во 2-ю Го-сударственную думу. Начало упадка. Группы анархистов и экспроприаторов – банды.

Гл. 10. Второй съезд П.С.Р. Вокруг Государственной думы. Б.Н. Никитенко в Петербурге.

Гл. 11. Проект покушения на великого князя Николая Николаевича. Ликвидация Севастопольской и Симферопольской организаций.
 П.С.Р. Военная гауптвахта. Допрос и причина нашего ареста. Мой сын и адмирал Вирен. Взрыв тюремной стены и побег 21-го заключённого.

Гл. 12. Военный режим в тюрьме. Высылка в Архангельскую губернию. Шенкурск и Архангельск.

Гл. 13. Архангельская ссылка в 1907-1910гг.

Гл. 14. Новое дело в Архангельске и его ликвидация. Саратов. Оренбург (1911–1917 гг.).

Часть III Книга 5

Предисловие к части III.

Гл. 1. Февральская революция в Оренбурге. Возвращение в Севастополь. Комитет п.с.-р. и другие партии. Общая обстановка в Севастополе в ап-реле-мае 1917 г.

Гл. 2. Посылка депутации на фронт. Приезды в Севастополь Керенского, Е.К. Брешковской, Дунакова и других. Перенос тел расстрелянных 11-ти матросов и П.П. Шмидта. Первые попытки обезоружения офицеров. Смерть М.Н. Тригони. Губернские конференции. Поездка в Петроград.

Гл. 3. Выборы в городскую думу. Работа новой городской управы.

Гл. 4. Быстрый рост большевизма. В Совете рабочих депутатов. Посылка на Дон отрядов против белых. Центрофлот. Поездка на демократическое совещание.

Гл. 5. Подготовка к выборам в Учредительное собрание. Отражение Ок-тябрьской революции в Крыму. Съезд представителей земств и городских дум и учреждение Крымской «директории». Выборы в Учредительное собрание.

Гл. 6. Перед Учредительным собранием. Фракция с.-р. Подготовка к открытию собраний.

Часть III Книга 6

Гл. 7. 5-е января. В кулуарах Таврического дворца. Заседание Учредительного собрания. После заседания. Возвращение в Крым.

Гл. 8. Наступление немцев и эвакуация большевиков. Опять демократическая городская дума и разгон её немцами. Образование Крымского правительства генерала Сулькевича; его состав и характер.

Гл. 9. Съезд представителей земств и городов. Образование Крымского краевого правительства. Его состав и работа.

Гл. 10. Съезды представителей земства и городов Крыма. Съезд земских и городских деятелей юга России. Краевое правительство и деникинская ставка. Правительство и татарская директория. Бесчинства и насилия военщины. Занятие Крыма Красной армией и падение Краевого правительства.

Гл. 11. В Греции. Возвращение в Севастополь. Врангельщина. Наступление Красной армии и взятие Перекопа. Исход белых. Последние дни врангелевцев в Севастополе.

Гл. 12. При Советской власти в Крыму (1921-1925 гг.). Дальнейшие мои скитания (1925-1938гг.).